# Amblyornis flavifrons
El pergolero frentigualdo (Amblyornis flavifrons) es una especie de ave paseriforme de la familia Ptilonorhynchidae, del género Amblyornis.

## Localización
Es una especie de ave que se localiza en Nueva Guinea.